# جورج تي. أودوم
جورج تي. أودوم (بالإنجليزية: George T. Odom)‏ هو ممثل تعبيري وممثل أمريكي، ولد في 21 أغسطس 1950 بذا برونكس في الولايات المتحدة، وتوفي في 21 سبتمبر 2016 بتشارلوت في الولايات المتحدة.

## أعمال

### أفلام
- (1999) الإعصار[4]

## وصلات خارجية
- جورج تي. أودوم على موقع IMDb (الإنجليزية)
- جورج تي. أودوم على موقع روتن توميتوز (الإنجليزية)
- جورج تي. أودوم على موقع ألو سيني (الفرنسية)
- جورج تي. أودوم على موقع أول موفي (الإنجليزية)
- جورج تي. أودوم على موقع قاعدة بيانات الأفلام السويدية (السويدية)
- جورج تي. أودوم على موقع كينوبويسك (الروسية)